# Amparo Soler Gimeno
Amparo Soler Gimeno (Valencia, 1921 - Madrid, 22 de enero de 2004), conocida también como «La dama de la edición», fue una editora española.

## Biografía
Hija y nieta de impresores, estudió en la sección gratuita para obreros del colegio del Sagrado Corazón de Jesús de Valencia y en otro del Ayuntamiento en la calle de Conejería.
El abuelo de Amparo, el escritor Manuel Gimeno Puchades, fundó la imprenta Tipografía Moderna en 1899. En esa imprenta se conocieron los padres de Amparo: Amparo Gimeno, hija del dueño y plegadora, y Manuel Soler Soria, maquinista. Desde los diez años Soler Gimeno ayudaba a su familia en la imprenta, que por entonces publicaba a poetas como Antonio Machado, Max Aub o León Felipe. Comenzó atendiendo el teléfono y recogiendo pliegos para comprobar errores hasta llegar a ser correctora de pruebas.
En el año 1933 los problemas económicos obligaron a declarar la suspensión de pagos y el embargo de bienes de la empresa, que fue rescatada con la ayuda económica del aristócrata y escritor Leopoldo Trénor Palavicino, para que reabriera en 1934 como Tipografía Moderna de Soler.
Durante la Guerra Civil el negocio fue militarizado por la Subsecretaría de Propaganda del Comisariado General del Grupo de Ejércitos y la actividad se vio incrementada por el traslado del gobierno republicano y de numerosos intelectuales a Valencia. Durante estos años se imprimió en la imprenta la revista Hora de España. El escritor Antonio Buero Vallejo le dedicó en esos años el siguiente verso «Amparito Soler tiene mucho que ver, es altita y delgadita y su cara parece una toronjita».
Al finalizar la contienda, Amparo Soler Gimeno vuelve a poner en marcha la empresa familiar Gráficas Soler junto con su hermano Vicente. En 1945 funda la editorial Castalia, especializada en Literatura y Filología, en Valencia y la traslada en 1962 a Madrid. En 1968 creó con el bibliógrafo Antonio Rodríguez-Moñino la colección Clásicos Castalia. Entre otros méritos, recibió en el año 1976 el lazo de la Orden del Mérito Civil. Falleció tras una larga enfermedad en Madrid el 22 de enero de 2004, dejando a su hijo Federico Ibáñez Soler a cargo de la editorial.